# Pien Hindriksen
Pien Hindriksen (3 februari 2001) is een Nederlands voetbalster.

## Carrière
Hindriksen speelde in haar jeugd voor TVC '28. Ze kwam in die periode twee keer uit voor Oranje onder 16, waarin ze één keer wist te scoren. Vanaf het seizoen 2017/18 speelt Hindriksen voor PEC Zwolle. Op 7 september 2018 maakte ze haar debuut in de hoofdmacht tegen AFC Ajax. Ze kwam in de 84e minuut in het veld voor Allison Murphy. De wedstrijd ging verloren met 3–1.
In 2021 tekent Hindriksen een profcontract bij PEC Zwolle, waardoor ze nog voor seizoen 2021/22 aan de club verbonden blijft.

### Carrièrestatistieken
| Seizoen                    | Club            | Land            | Competitie      | Competitie | Competitie | Beker | Beker | Internationaal | Internationaal | Overig | Overig | Totaal | Totaal |
| Seizoen                    | Club            | Land            | Competitie      | Wed.       | Dlp.       | Wed.  | Dlp.  | Wed.           | Dlp.           | Wed.   | Dlp.   | Wed.   | Dlp.   |
| -------------------------- | --------------- | --------------- | --------------- | ---------- | ---------- | ----- | ----- | -------------- | -------------- | ------ | ------ | ------ | ------ |
| 2018/19                    | PEC Zwolle      | Nederland       | Eredivisie      | 1          | 0          | 0     | 0     | –              | –              | –      | –      | 1      | 0      |
| 2019/20                    | PEC Zwolle      | Nederland       | Eredivisie      | 0          | 0          | 0     | 0     | –              | –              | 0      | 0      | 0      | 0      |
| 2020/21                    | PEC Zwolle      | Nederland       | Eredivisie      | 5          | 0          | 0     | 0     | –              | –              | 1      | 0      | 6      | 0      |
| 2021/22                    | PEC Zwolle      | Nederland       | Eredivisie      | 8          | 0          | 0     | 0     | –              | –              | 0      | 0      | 8      | 0      |
| Carrière totaal            | Carrière totaal | Carrière totaal | Carrière totaal | 14         | 0          | 0     | 0     | 0              | 0              | 1      | 0      | 15     | 0      |
| Bijgewerkt tot 3 juni 2022 |                 |                 |                 |            |            |       |       |                |                |        |        |        |        |

## Interlandcarrière

### Nederland onder 16
Op 16 februari 2017 debuteerde Hindriksen bij het Nederland –16 in een vriendschappelijke wedstrijd tegen Frankrijk –16.
| Interlands van Pien Hindriksen | Interlands van Pien Hindriksen | Interlands van Pien Hindriksen | Interlands van Pien Hindriksen | Interlands van Pien Hindriksen | Interlands van Pien Hindriksen |
| №                              | Datum                          | Wedstrijd                      | Uitslag                        | Soort Wedstrijd                | Doelpunten                     |
| Als speelster bij TVC '28      | Als speelster bij TVC '28      | Als speelster bij TVC '28      | Als speelster bij TVC '28      | Als speelster bij TVC '28      | Als speelster bij TVC '28      |
| ------------------------------ | ------------------------------ | ------------------------------ | ------------------------------ | ------------------------------ | ------------------------------ |
| 1.                             | 16 februari 2017               | Nederland – Frankrijk          | 0 – 1                          | Vriendschappelijk              | 0                              |
| 2.                             | 18 februari 2017               | Nederland – Portugal           | 4 – 1                          | Vriendschappelijk              | 1                              |